# Sun Tiantian
Dit is een Chinese naam; de familienaam is Sun (uitspr. Soen).
Sun Tiantian (Henan, 12 oktober 1981) is een voormalig professioneel tennisspeelster uit China. Ze begon met tennis toen ze acht jaar oud was.
Ze was voornamelijk gespecialiseerd in het vrouwendubbelspel. Ze won 14 titels op de WTA-tour: één in het enkelspel, twaalf in het vrouwendubbelspel en één in het gemengd dubbelspel. Haar voornaamste overwinningen zijn het vrouwendubbelspel op de Olympische Zomerspelen 2004 in Athene, samen met Li Ting en het gemengd dubbelspel op de Australian Open in 2008 samen met Nenad Zimonjić.

## Posities op deWTA-ranglijst
Positie per einde seizoen:
| jaartal | ranking enkelspel | ranking dubbelspel |
| ------- | ----------------- | ------------------ |
| 2009    | 841               | 79                 |
| 2008    | 282               | 33                 |
| 2007    | 232               | 16                 |
| 2006    | 81                | 30                 |
| 2005    | 104               | 36                 |
| 2004    | 118               | 28                 |
| 2003    | 141               | 48                 |
| 2002    | 228               | 184                |
| 2001    | 375               | 221                |
| 2000    | 364               | 361                |

## Palmares
| Legenda                | Legenda                  |
| ---------------------- | ------------------------ |
| Grandslamtoernooi      |                          |
| Olympische Spelen      |                          |
| Year-End Championships |                          |
| tot 2009               | 2009 – 2020 / vanaf 2021 |
| Tier I                 | Premier Mandatory        |
| Tier II                | Premier Five / WTA 1000  |
| Tier III               | Premier / WTA 500        |
| Tier IV & V            | International / WTA 250  |
|                        | Challenger / WTA 125     |

### WTA-finaleplaatsen enkelspel
| nr.              | finaledatum | toernooi     | ondergrond | tegenstandster    | score    |         |
| ---------------- | ----------- | ------------ | ---------- | ----------------- | -------- | ------- |
| Gewonnen finales |             |              |            |                   |          |         |
| 1.               | 2006-10-08  | WTA Tasjkent | hardcourt  | Iroda Tulyaganova | 6-2, 6-4 | details |
| Verloren finales |             |              |            |                   |          |         |
| Geen.            |             |              |            |                   |          |         |

### WTA-finaleplaatsen dubbelspel
| nr.                                 | finaledatum | toernooi          | ondergrond | partner           | tegenstandsters                          | score            |         |
| ----------------------------------- | ----------- | ----------------- | ---------- | ----------------- | ---------------------------------------- | ---------------- | ------- |
| Gewonnen finales vrouwendubbelspel  |             |                   |            |                   |                                          |                  |         |
| 1.                                  | 2003-06-14  | WTA Wenen         | gravel     | Li Ting           | Yan Zi Zheng Jie                         | 6-3, 6-4         | details |
| 2.                                  | 2003-11-02  | WTA Québec        | tapijt (i) | Li Ting           | Els Callens Meilen Tu                    | 6-3, 6-3         | details |
| 3.                                  | 2003-11-09  | WTA Pattaya       | hardcourt  | Li Ting           | Wynne Prakusya Angelique Widjaja         | 6-4, 6-3         | details |
| 4.                                  | 2004-08-22  | O.S. Athene       | hardcourt  | Li Ting           | Conchita Martínez Virginia Ruano Pascual | 6-3, 6-3         | details |
| 5.                                  | 2004-10-03  | WTA Guangzhou     | hardcourt  | Li Ting           | Yang Shujing Yu Ying                     | 6-4, 6-1         | details |
| 6.                                  | 2005-05-01  | WTA Estoril       | gravel     | Li Ting           | Michaëlla Krajicek Henrieta Nagyová      | 6-3, 6-1         | details |
| 7.                                  | 2006-02-12  | WTA Pattaya       | hardcourt  | Li Ting           | Yan Zi Zheng Jie                         | 3-6, 6-1, 7-6    | details |
| 8.                                  | 2006-05-07  | WTA Estoril       | gravel     | Li Ting           | Gisela Dulko María Sánchez Lorenzo       | 6-2, 6-2         | details |
| 9.                                  | 2006-10-01  | WTA Guangzhou     | hardcourt  | Li Ting           | Vania King Jelena Kostanić               | 6-4, 2-6, 7-5    | details |
| 10.                                 | 2007-10-07  | WTA Japan (Tokio) | hardcourt  | Yan Zi            | Chuang Chia-jung Vania King              | 1-6, 6-2, [10-6] | details |
| 11.                                 | 2007-10-14  | WTA Bangkok       | hardcourt  | Yan Zi            | Ayumi Morita Junri Namigata              | walk-over        | details |
| 12.                                 | 2008-03-09  | WTA Bangalore     | hardcourt  | Peng Shuai        | Chan Yung-jan Chuang Chia-jung           | 6-4, 5-7, [10-8] | details |
| Verloren finales vrouwendubbelspel  |             |                   |            |                   |                                          |                  |         |
| 1.                                  | 2003-10-12  | WTA Tasjkent      | hardcourt  | Li Ting           | Joelija Bejhelzymer Tatjana Poetsjek     | 3-6, 6-7         | details |
| 2.                                  | 2004-02-21  | WTA Haiderabad    | hardcourt  | Li Ting           | Liezel Huber Sania Mirza                 | 6-7, 4-6         | details |
| 3.                                  | 2005-02-12  | WTA Haiderabad    | hardcourt  | Li Ting           | Yan Zi Zheng Jie                         | 4-6, 1-6         | details |
| 4.                                  | 2006-03-04  | WTA Doha          | hardcourt  | Li Ting           | Daniela Hantuchová Ai Sugiyama           | 4-6, 4-6         | details |
| 5.                                  | 2007-04-15  | WTA Charleston    | gravel     | Peng Shuai        | Yan Zi Zheng Jie                         | 5-7, 0-6         | details |
| 6.                                  | 2007-05-26  | WTA Straatsburg   | gravel     | Alicia Molik      | Yan Zi Zheng Jie                         | 3-6, 4-6         | details |
| 7.                                  | 2007-06-17  | WTA Birmingham    | gras       | Meilen Tu         | Chan Yung-jan Chuang Chia-jung           | 6-7, 3-6         | details |
| 8.                                  | 2007-09-30  | WTA Guangzhou     | hardcourt  | Vania King        | Peng Shuai Yan Zi                        | 3-6, 4-6         | details |
| 9.                                  | 2008-09-21  | WTA Guangzhou     | hardcourt  | Yan Zi            | Marija Koryttseva Tatjana Poetsjek       | 3-6, 6-4, [8-10] | details |
| 10.                                 | 2009-09-20  | WTA Guangzhou     | hardcourt  | Kimiko Date-Krumm | Volha Havartsova Tatjana Poetsjek        | 6-3, 2-6, [8-10] | details |
| Gewonnen finales gemengd dubbelspel |             |                   |            |                   |                                          |                  |         |
| 1.                                  | 2008-01-27  | Australian Open   | hardcourt  | Nenad Zimonjić    | Sania Mirza Mahesh Bhupathi              | 7-6, 6-4         | details |
| Verloren finales gemengd dubbelspel |             |                   |            |                   |                                          |                  |         |
| Geen.                               |             |                   |            |                   |                                          |                  |         |

## Prestatietabel grandslamtoernooien
| Legenda | Legenda                          |
| ------- | -------------------------------- |
| g.t.    | geen toernooi gehouden           |
| l.c.    | lagere categorie                 |
| –       | niet deelgenomen                 |
| G       | uitgeschakeld in de groepsfase   |
| 1R      | uitgeschakeld in de eerste ronde |
| 2R      | uitgeschakeld in de tweede ronde |
| 3R      | uitgeschakeld in de derde ronde  |
| 4R      | uitgeschakeld in de vierde ronde |
| KF      | uitgeschakeld in de kwartfinale  |
| HF      | uitgeschakeld in de halve finale |
| F       | de finale verloren               |
| W       | het toernooi gewonnen            |
| w-v     | winst/verlies-balans             |

### Enkelspel
| Toernooi        | 2003 | 2004 | 2005 | 2006 | 2007 | w-v |
| --------------- | ---- | ---- | ---- | ---- | ---- | --- |
| Australian Open | –    | –    | –    | 1R   | 1R   | 0-2 |
| Roland Garros   | –    | –    | –    | 2R   | 1R   | 1-2 |
| Wimbledon       | –    | 2R   | –    | 2R   | 1R   | 2-3 |
| US Open         | 1R   | –    | 2R   | 1R   | –    | 1-3 |

### Vrouwendubbelspel
| Toernooi        | 2003 | 2004 | 2005 | 2006 | 2007 | 2008 | 2009 | w-v  |
| --------------- | ---- | ---- | ---- | ---- | ---- | ---- | ---- | ---- |
| Australian Open | 1R   | 3R   | 3R   | 3R   | KF   | 2R   | 1R   | 10-7 |
| Roland Garros   | –    | 2R   | KF   | 2R   | 2R   | 3R   | 2R   | 9-6  |
| Wimbledon       | –    | 1R   | –    | 1R   | KF   | 1R   | –    | 3-4  |
| US Open         | 1R   | –    | 3R   | 1R   | 1R   | –    | –    | 2-4  |

### Gemengd dubbelspel
| Toernooi        | 2004 | 2005 | 2006 | 2007 | 2008 | w-v |
| --------------- | ---- | ---- | ---- | ---- | ---- | --- |
| Australian Open | –    | 1R   | –    | KF   | W    | 6-2 |
| Roland Garros   | 1R   | –    | 2R   | HF   | 1R   | 4-4 |
| Wimbledon       | 3R   | –    | 2R   | 3R   | 2R   | 3-4 |
| US Open         | –    | 1R   | 2R   | 1R   | –    | 1-3 |